# Aznaguen
Aznaguen (franska: Aznaguen (CR), Aznaguen (Commune Rurale), arabiska: العركوب) är en kommun i Marocko.   Den ligger i provinsen Ouarzazate och regionen Drâa-Tafilalet, i den centrala delen av landet, 400 km söder om huvudstaden Rabat. Antalet invånare är 12 040.